# Giambattista Raimondi
Giambattista Raimondi (ou Giovanni Battista, ou encore Giovan Battista, dont le prénom est parfois francisé en Jean-Baptiste Raimondi, né vers 1536 à Naples et mort en 1614 à Rome) est un philosophe, mathématicien et orientaliste italien.

## Biographie
Giambattista Raimondi voyagea en Orient et acquit une connaissance approfondie de l'arabe, de l'arménien, du syriaque et de l'hébreu. Nommé professeur de mathématiques au Collège de la Sapienza à Rome en 1576, il contribua au regain du platonisme contre l'aristotélisme qui marqua la vie intellectuelle de l'époque. 
Il traduisit plusieurs traités de mathématiques en latin, dont les Données d'Euclide depuis le grec, et les Coniques d'Apollonios de Perga depuis une traduction arabe. Il fit des commentaires, notamment, sur des livres de la Collection mathématique de Pappus d'Alexandrie, et sur des traités d'Archimède. Il fit partie de l'académie fondée par le cardinal Cinzio Passeri Aldobrandini, neveu du pape Clément VIII.
Mais il est surtout célèbre pour la part qu'il prit à la fondation en 1584, par le cardinal Ferdinand de Médicis, de la Stamperia Orientale Medicea (ou Typographia Medicea linguarum externarum), dont il fut le directeur scientifique : il s'agissait, avec l'appui du pape Grégoire XIII, de développer l'impression de livres dans les langues orientales pour favoriser les missions catholiques en Orient. 
Giambattista Raimondi collabora avec le français Robert Granjon, fondeur et graveur de caractères installé à Rome depuis 1578, qui grava notamment quatre corps d'alphabets arabes. La Stamperia imprima d'abord une Grammaire hébraïque et une Grammaire chaldéenne. Ensuite elle donna, notamment, deux éditions bilingues arabe-latin des Évangiles (1590-1591), dont on tira trois mille exemplaires ; un abrégé du Livre de Roger d'Al Idrissi (1592) ; le Canon d'Avicenne (1593), chef-d'œuvre de typographie arabe.
Le grand projet de Raimondi, qu'il ne put réaliser, était d'éditer une Bible polyglotte intégrant les six langues principales du christianisme oriental (arabe, syriaque, copte, éthiopien, persan, arménien), les versions en ces langues étant en regard de celles que contenaient la Polyglotte d'Alcalá et la Polyglotte d'Anvers (hébreu, chaldéen, grec et latin). Il s'entretint de ce projet avec deux ambassadeurs de France à Rome, le cardinal Duperron (1604-1606) et François Savary de Brèves (1607-1614), et fut ainsi l'inspirateur premier de la Polyglotte de Paris. Quant à la Stamperia Medicea dont il était le directeur, elle était en faillite en 1610, car elle ne vendait pas ses productions. Il imprima pourtant encore cette année-là une grammaire arabe intitulée Liber Tasriphi, qui traite presque uniquement des conjugaisons des verbes.    